# Ophryocystis
Genre
Ophryocystis est un genre de microorganismes néogrégarins.

## Liste des espèces
D'après l'Index to Organism Names :
- Ophryocystis anatoliensis Yaman & Radek, 2017
- Ophryocystis butschlii Schneider, 1884
- Ophryocystis dendroctoni Weiser, 1970
- Ophryocystis duboscqi
- Ophryocystis elektroscirrha McLaughlin & Myers, 1970
- Ophryocystis hessei
- Ophryocystis hylesini Purrini & Ormieres, 1981
- Ophryocystis hylobii Purrini & Ormieres, 1982
- Ophryocystis oryctesi Purrini, 1984
- Ophryocystis perezi
- Ophryocystis schneideri

Selon The Taxonomicon (22 mars 2024) :
- Ophryocystis bütschlii Schneider, 1883
- Ophryocystis elektroscirrha
- Ophryocystis hagenmuelleri
- Ophryocystis hessei

Selon le NCBI (22 mars 2024) :
- Ophryocystis elektroscirrha McLaughlin & Myers, 1970
- Ophryocystis sitonae Yildirim, Tosun & Bekircan, 2022

D'après Yildirim, Tosun & Bekircan, 2022 :
- Ophryocystis anatoliensis
- Ophryocystis buetschlii
- Ophryocystis caulleryi
- Ophryocystis dendroctoni
- Ophryocystis duboscqi
- Ophryocystis elektroscirrha
- Ophryocystis francisci
- Ophryocystis hagenmuelleri
- Ophryocystis hessei
- Ophryocystis hylesini
- Ophryocystis hylobii
- Ophryocystis mesnili
- Ophryocystis oryctesi
- Ophryocystis perezi
- Ophryocystis schneideri
- Ophryocystis sitonae

## Publication originale
Aimé Schneider, « Zoologie. — Ophryocystis Bütschlii. Note de M. A. Schneider », Comptes rendus hebdomadaires des séances de l'Académie des sciences, publiés par MM. les secrétaires perpétuels, vol. 96,‎ 1883, p. 1378 (lire en ligne, consulté le 26 août 2020)